# The Passion of the Jew
The Passion of the Jew is de derde aflevering van het achtste seizoen van de Amerikaanse televisieserie South Park. De aflevering werd voor het eerst uitgezonden op 31 maart 2004. De titel parodieert de film The Passion of the Christ die een maand eerder uitkwam. Ook parodieert de aflevering de filmreeks Mad Max en de Jodenvervolging.

## Verhaal
Eric Cartman laat Kyle Broflovski inzien dat de Joden de dood van Jezus op hun geweten hebben door hem over te halen The Passion of the Christ te gaan zien. Kyle krijgt akelige dromen waarin hij persoonlijk Jezus martelt en ter dood brengt, zoals in de film.
Stan Marsh en Kenny McCormick zien hoe populair de film is en besluiten dat ze hem zelf moeten bekijken. Ze vinden het een snuff-film en gaan bij Mel Gibson restitutie eisen. Gibson is echter volkomen geschift (daffy) en wil alleen maar gemarteld worden, bijvoorbeeld met de zwepen aan de muur. Ze ontsnappen met het geld maar Gibson achtervolgt hen op Mad Max-achtige wijze.
Cartman richt een The Passion-fanclub op met het doel de Joden uit te roeien. De overige fans denken dat hij Aramees spreekt als hij hen in het Duits daartoe oproept. Hij heeft een hitlerkostuum aan en marcheert met zijn aanhangers tegen de Joodse gemeenschap.
Stan, Kenny en Gibson arriveren: Kyle en de fans zien dat Gibson gek is, en zeggen zich voortaan te gaan richten op de leer van Jezus in plaats van op zijn dood. Cartman, in aanbidding voor zijn god Mel Gibson, wordt door hem ondergescheten.

## Censuur
Het expliciete gebruik van het hakenkruis als nazisymbool is gecensureerd in delen van Europa, omdat het symbool daar illegaal is, met name in Duitsland en Oostenrijk, waar het alleen toegelaten wordt in historische context. Bij de tweede uitzending op Comedy Central werd er een rode vlag met slechts een witte cirkel getoond.

## Verwijzingen
- Mel Gibsons gedrag is grotendeels een parodie op Daffy Duck, met name de scène waarin Gibson de tekenfilm Yankee Doodle Daffy - waarin Porky Pig door verschillende deuren probeert te ontsnappen en steeds Daffy tegenkomt in verschillende kostuums - parodieert. Stan refereert aan zijn gedrag als freaking daffy.
- Als Stan en Kenny het pand van Mel Gibson verlaten met het geld op zak zegt Stan dat ze hetzelfde gedaan hebben na het zien van BASEketball, een film met de makers van South Park.
- In Kyles nachtmerrie is op het hoogtepunt zeer kort een foto van Alan Alda in beeld, waarna hij schreeuwend wakker wordt.
- Mel Gibson schreeuwt diverse keren Qapla', wat succes betekent in de taal Klingon. Dit is een terugkerend element in het werk van Parker en Stone.
- Tijdens het achtervolgen van Stan en Kenny stopt Gibson voor een spiegel en citeert Mad Max 2: The Road Warrior: Two days ago I saw a rig that could haul that tanker. If you want to get out of here, talk to me.
- Als Stan en Kenny de portemonnee van Gibson vinden, schreeuwt Gibson buiten beeld Freedom!, een verwijzing naar Braveheart
- De DTMF-tonen van het telefoonnummer van The Mel Gibson Fanclub Hot-line klinken als het lied Heat Of The Moment.

De 25 beste afleveringen van Eric Cartman door stemming op de website van Comedy Central. Deze afleveringen werden van 14 tot 16 oktober 2005 getoond van nummer 25 naar nummer 1 (de populairste).

Red Hot Catholic Love (25) · The Succubus (24) · Cartman Joins NAMBLA (23) · Simpsons Already Did It (22) · Cartmanland (21) · The Red Badge of Gayness (20) · Spontaneous Combustion (19) · Red Sleigh Down (18) · Freak Strike (17) · Casa Bonita (16) · The Jeffersons (15) · Starvin' Marvin (14) · The Passion of the Jew (13) · Weight Gain 4000 (12) · Cow Days (11) · The Death of Eric Cartman (10) · Cartman's Mom is a Dirty Slut (9) · Fat Butt and Pancake Head (8) · AWESOM-O (7) · Christian Rock Hard (6) · Pinkeye (5) · Die Hippie, Die (4) · Up the Down Steroid (3) · Cartman Gets an Anal Probe (2) · Scott Tenorman Must Die (1)